# Què t'hi jugues, Mari Pili?
Què t'hi jugues, Mari Pili? és una pel·lícula còmica catalana rodada el 1991 i dirigida per Ventura Pons amb guió de Joan Barbero. Fou rodada a Barcelona i utilitzà com exteriors el Paral·lel, la Plaça dels Àngels i el Moll de la Fusta. Fou rodada en català i emesa per TV3 el 29 d'abril de 1993.

## Argument
Es tracta de la història de tres noies de vint anys que comparteixen pis: una estudiant (Sole), una venedora de joies (Marta) i una caixera d'una hamburgueseria (Mari Pili). Cansades d'esperar al cap de setmana per anar a la discoteca i relacionar-se amb homes, se'ls acudeix com a joc viure una aventura amb el primer home que els pregunti el seu nom.

## Repartiment
- Núria Hosta...	Marta
- Mercè Lleixà...	Mari Pili[4]
- Blanca Pàmpols	...	Sole
- Pep Munné...	Pep
- Marc Martínez	...	Àngel
- Amparo Moreno...	Macarena
- Fernando Guillén...	Enric
- Lloll Bertran...	Marica
- Mingo Ràfols i Olea